# Wenchuan
Wenchuan  är ett härad i den tibetanska autonoma prefekturen Ngawa i Sichuan-provinsen i sydvästra Kina.
Häradet har en yta på 4 084 kvadratkilometer och en befolkning på 106 119 (2005).
Kinas största skyddsområde för jättepandan, Wolongs naturreservat, finns i Wenchuans härad. 2006 fördes detta in på Unescos lista över världsarv, som en del av skyddsområdena för jättepandor i Sichuan.
Större delen av häradets befolkning består av hankineser (46 %), qiang-folk (34 %) och tibetaner (18,6 %).
Området var epicentrum för jordbävningen i Sichuan 2008, med en magnitud på 7,5.